# Carl L. Nippert

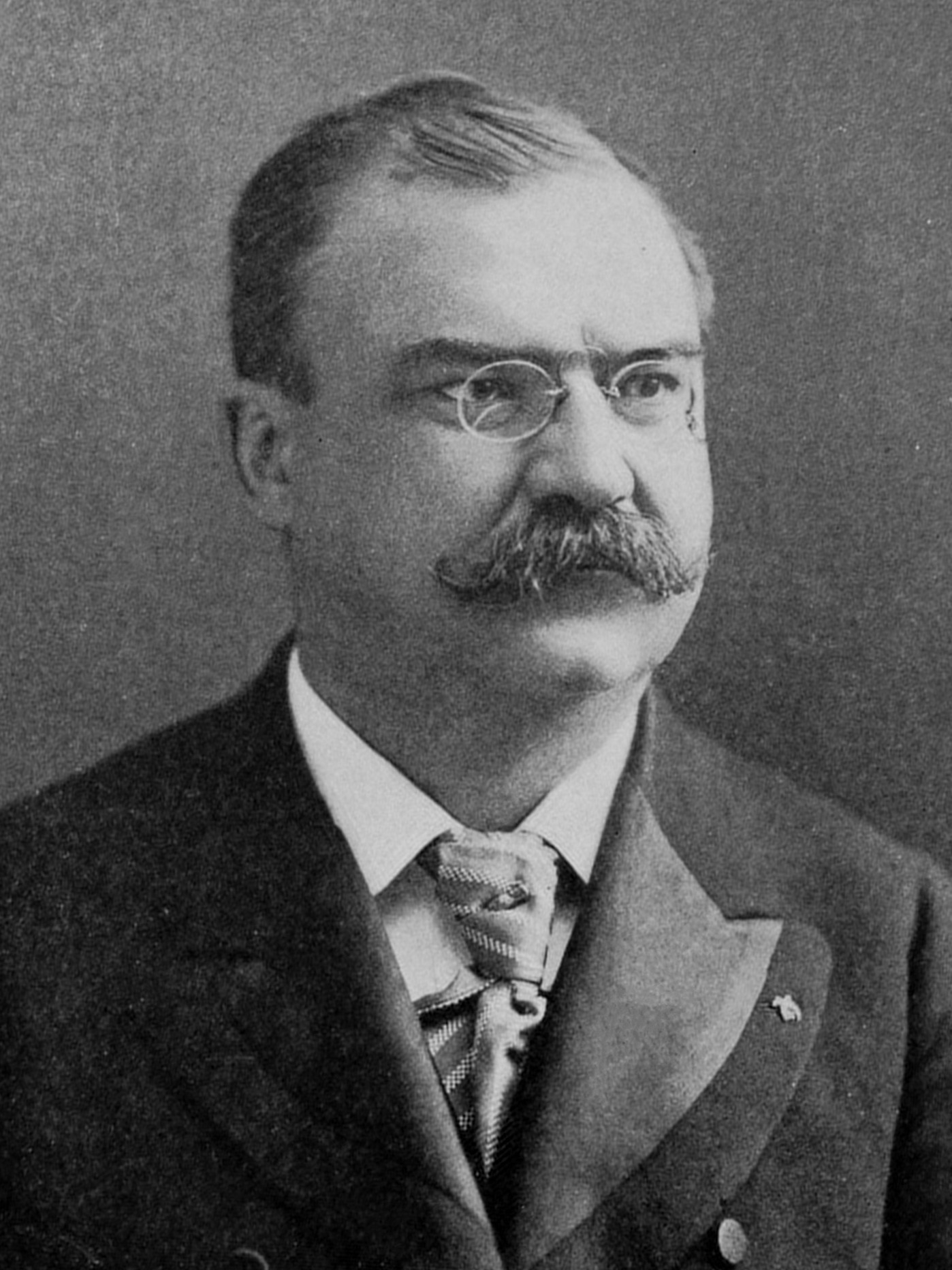
Carl L. Nippert

Carl Louis Nippert (* 11. Oktober 1852 in Frankfurt am Main; † 5. September 1904 in Cincinnati, Ohio) war ein deutscher Ingenieur, Richter und Vizegouverneur des US-Bundesstaates Ohio.
Nippert studierte Ingenieurwesen in Karlsruhe, wo er 1870 der Burschenschaft Teutonia beitrat, und in Zürich. Nach Beendigung seines Studiums 1874 wurde Nippert Ingenieur der Deutschen Wassergesellschaft in Frankfurt am Main und war beteiligt am Bau der Schwarzwaldbahn. 1876 übersiedelte er in die Vereinigten Staaten, um beim Bau der Anlage für die Weltausstellung in Philadelphia zu helfen.
Nippert war längere Zeit als Lehrer (1877–1889) und Schulleiter (ab 1891) in Cincinnati tätig. In dieser Zeit setzte er sich sehr für den deutschen Unterricht ein. 1891 legte er das Anwaltsexamen ab. Acht Jahre später zog er als Republikaner in den Senat von Ohio ein und wurde 1901 Probatrichter. 1902 übte er das Amt des Vizegouverneurs von Ohio aus.
In den Vereinigten Staaten war Nippert Mitglied in verschiedenen deutschen Vereinen und Hilfsvereinen, u. a. war er Mitglied des Deutschen Pioniervereins.